# Rigas Feraíos
Rigas Feraíos (griego: Ρήγας Φεραίος) es un municipio de la República Helénica perteneciente a la unidad periférica de Magnesia de la periferia de Tesalia.
El municipio se formó en 2011 mediante la fusión de los antiguos municipios de Ferés, Karla y Keramidi, que pasaron a ser unidades municipales. La capital es la villa arumana de Velestino en la unidad municipal de Ferés. El municipio tiene un área de 550,6 km².
En 2011 el municipio tenía 10 922 habitantes.
Comprende un conjunto de áreas rurales en la periferia septentrional y occidental de Volos. En su término municipal se ubica la mayor parte del lago Karla. Por el noreste, el término tiene salida al mar Egeo.
El municipio recibe su nombre del escritor y revolucionario antiturco Rigas Velestinlís, que nació en la actual capital municipal Velestino. Este escritor tomó su apodo "Feraíos" de Feras, ciudad de la antigua Tesalia ubicada junto a la moderna Velestino.